# Barbonymus
Barbonymus is een geslacht van straalvinnige vissen uit de familie van karpers (Cyprinidae).

## Soort
- Barbonymus altus (Günther, 1868)
- Barbonymus balleroides (Valenciennes, 1842)
- Barbonymus collingwoodii (Günther, 1868)
- Barbonymus gonionotus (Bleeker, 1850) – Javaanse barbeel
- Barbonymus schwanenfeldii (Bleeker, 1854)